# Buchloe (localidad)
Buchloe (pronunciación en alemán: /ˈbuːxˌloːə/ⓘ) es una ciudad alemana localizada en el distrito bávaro de Ostallgäu. Junto con las localidades vecinas de Jengen, Lamerdingen and Waal, Buchloe pertenece a la comunidad administrativa de nombre homónimo. 

## Historia
Esta localidad surgió en la segundo mitad del siglo VIII por medio de una cesión otorgada por un propietario de tierras, sin embargo no existen menciones al nombre del pueblo sino hasta 1150. El 8 de mayo de 1354, el emperador Carlos IV de Luxemburgo concedió a los ciudadanos de esta localidad el derecho de mercado. La infraestructura de esta localidad se vio afectada después de los combates de la Guerra de los campesinos alemanes en 1525, la cual afectó a muchas ciudades del sur y centro de Alemania.
El aumento de la población ocurrido desde la segunda mitad del siglo XIX hizo que Buchloe adquiriera los derechos de ciudad el 20 de abril de 1954 por parte de la administración de Baviera, así como la aprobación de su escudo de armas rojiblanco.

## Escudo de armas
Buchloe tiene un escudo de armas simple, ya que consiste en un escudo dividido en dos franjas verticales, una roja y una blanca a la izquierda y derecha respectivamente. Aunque este escudo fue aprobado por el ayuntamiento de este poblado en 1834, el diseño del mismo se remonta a principios de siglo XVI. Los colores son los mismos del escudo de armas de un centro urbano cercano a Buchloe, Augsburgo. A finales del siglo XIX, adoptó un escudo de armas diferente; el cual estaría en uso hasta la restauración del escudo anterior en 1954. Éste consistía en dos franjas verticales, la izquierda de color dorado y la otra de plateado, con dos ramas con hojas, representado a un par de hayas.